# Левоцетиризин
Левоцетиризин — антигистаминный препарат, действующий изомер цетиризина. Относится к блокаторам Н1-рецепторов гистамина второго поколения. Обычно не проникает через гематоэнцефалический барьер, поэтому нет седативного эффекта; тахифилаксия также отсутствует. Практически не обладает антихолинергической и антисеротониновой активностью.

## Фармакологическое действие
Один из двух энантиомеров цетиризина; конкурентный антагонист гистамина; блокирует H1-гистаминовые рецепторы. Оказывает влияние на гистаминозависимую стадию аллергических реакций; уменьшает сосудистую проницаемость. Предупреждает развитие и облегчает течение аллергических реакций, оказывает антиэкссудативное, противозудное действие; практически не оказывает антихолинергического и антисеротонинового действия.
Обычно не проникает через гематоэнцефалический барьер, поэтому нет седативного эффекта; тахифилаксия также отсутствует. Действие начинается через 12 минут после приёма однократной дозы у 50 % пациентов, через 1 час — у 95 % и продолжается более 24 часов.

## Фармакокинетика
Фармакокинетика носит линейный характер и практически не отличается от фармакокинетики цетиризина. Быстро всасывается при приёме внутрь; приём пищи не оказывает влияния на полноту всасывания, но снижает его скорость. Биодоступность — 100 %. TCmax — 0,9 ч, Cmax — 207 нг/мл. Объём распределения — 0,4 л/кг. Связь с белками — 90 %. 
Первичный метаболизм в печени не происходит. Менее 14 % препарата подвергается вторичному метаболизму в печени путём О-дезалкилирования с образованием фармакологически неактивного метаболита (в отличие от других антагонистов H1-гистаминовых рецепторов, которые метаболизируются в печени с помощью системы цитохромов). Таким образом, левоцетиризин является конечным метаболитом и не взаимодействует с цитохромом печени Р450 даже при высоких концентрациях препарата, поэтому вероятность взаимодействия левоцетиризина с другими лекарственными препаратами очень низкая.
T½ — 7-10 ч. Общий клиренс — 0,63 мл/мин/кг. Полностью выводится из организма в течение 96 часов. Выводится почками (85,4 %). При почечной недостаточности (КК менее 40 мл/мин) клиренс снижается (у пациентов, находящихся на гемодиализе — на 80 %), T1/2 — удлиняется. Менее 10 % удаляется в ходе гемодиализа. Проникает в грудное молоко.

## Показания
Симптоматическое лечение круглогодичного и сезонного (поллиноза) аллергического ринита и конъюнктивита (зуд, чихание, ринорея, слезотечение, гиперемия конъюнктивы), крапивницы, в том числе хронической идиопатической крапивницы; аллергических дерматозов, сопровождающихся зудом и высыпаниями.

## Противопоказания
Гиперчувствительность (в том числе к производным пиперазина), тяжелая хроническая почечная недостаточность (КК менее 10 мл/мин), беременность, период лактации, детский возраст (до 6 лет).

### C осторожностью
Хроническая почечная недостаточность, пожилой возраст (возможно снижение клубочковой фильтрации).

## Режим дозирования
Внутрь, во время еды или натощак, запивая небольшим количеством воды
Детям капли Алерзин 6-12 месяцев — 1,25 мг (5 капель) х 1 раз/сутки;
детям 1-6 лет — 1,25 мг (10 капель) х 2 раза/сутки.
Рекомендуемая доза взрослым и детям старше 6 лет, пожилым пациентам (при условии нормальной функции почек) — 5 мг (1 таблетка).

### Особый режим дозирования
При хронической почечной недостаточности (КК 30-49 мл/мин) — 5 мг (1 таблетка) через день, при КК 10-29 мл/мин — 5 мг (1 таблетка) в 3 дня.

## Побочные эффекты
Головная боль, сонливость, сухость во рту, утомляемость, редко — мигрень, головокружение, диспепсия, аллергические реакции (ангионевротический отёк, сыпь, крапивница, кожный зуд).

### Передозировка
Симптомы: сонливость (у взрослых), возбуждение, беспокойство, сменяющиеся сонливостью (у детей). 

Лечение: сразу после приема препарата внутрь необходимо промыть желудок или вызвать искусственную рвоту. Рекомендуется назначение активированного угля, проведение поддерживающей терапии. Специфического антидота нет. Гемодиализ не эффективен.

## Особые указания
В период лечения необходимо воздерживаться от занятий потенциально опасными видами деятельности, требующими повышенной концентрации внимания и быстроты психомоторных реакций, а также от употребления этанола (алкоголя).

## Взаимодействие
Теофиллин (400 мг/сут) снижает общий клиренс левоцетиризина на 16 %, при этом кинетика теофиллина не изменяется. Совместное применение с макролидами или кетоконазолом не вызывало достоверных изменений на электрокардиограмме.
Левоцетиризин не обладает кардиотоксическим действием.